# 白花風鈴木
白花風鈴木（英語：Tabebuia roseo-alba），又稱粉白風鈴木，主要生長在巴西的塞拉多和潘塔納爾濕地之中，另外亦分佈到阿根廷（尤其是在“ 伊貝拉濕地”）中生長，還有少量在巴拉圭發現。

## 香港
白花風鈴木在香港是非常罕見的，而其中一棵就種植在天水圍公園裡。

## 形態特徵
樹身高7至16米，樹幹的直徑有40至50厘米粗，樹冠細長，會落葉。

## 花期
主要在八月至十月中開花，在此時植物的樹葉完全脫落。
其花冠呈鈴鐺狀，大約長7-8厘米，呈雪白色。
而果實通常從十月就開始成熟。
開花時間不超過兩日（通常在八月左右最旺盛），會重複開花，
在很短的時間內就會變成整棵白色，有時開花期持續到九月左右，但花的數量則會較少。

## 用途
該樹極富觀賞性，不僅可以一年開花一次以上，還可以長出茂盛的樹葉和花團。
而鑑於樹身不是很大，通常被廣泛使用於美化環境，對街道周邊及庭園綠化特別適合。
另外由於能適應乾旱和多岩石的地形，亦能用於植樹造林。

## 連結
- 柴娃娃植物網 - 粉白風鈴木說明
- Flora de Atibaia （页面存档备份，存于）